# Mosoll
Mosoll és una entitat de població del municipi cerdà de Das; fins al 1859 el poble formava part del municipi d’Urtx. Està situada a 1.165 m d'alçària.  El 2005 tenia 10 habitants.

## Llocs d'interès
- Església romànica de Santa Maria de Mosoll, que va ser possessió del monestir del Canigó.[1]